# Gloria Escoffery
Gloria Escoffery, née à Saint Mary le 22 décembre 1923, morte à Saint Ann le 24 avril 2002 est une journaliste, peintre, poète et enseignante jamaïcaine.

## Œuvres
- Landscape in the making (1976)
- Loggerhead, Sandberry Press, 1988
- Mother Jackson murders the moon, Peepal Tree, 1998